# Rhytiphora buruensis
Rhytiphora buruensis là một loài bọ cánh cứng trong họ Cerambycidae.